# Хван Чі Ман
Хван Чіман  (кор. 황지만, 8 липня 1984) — південнокорейський бадмінтоніст, олімпійський медаліст.

## Виступи на Олімпіадах
| Олімпіада  | Дисципліна    | Місце |
| ---------- | ------------- | ----- |
| Пекін 2008 | парний розряд | 3     |